# Henk Hartmeijer
Hendrik (Henk) Hartmeijer (Hendrik Ido Ambacht, 21 mei 1937) is een voormalig politicus voor de Partij van de Arbeid en ambtenaar uit Westelijk Noord-Brabant.
Henk Hartmeijer was een zoon van een metaalbewerker en ging na de openbare lagere school in Hendrik Ido Ambacht naar de Christelijke Ulo in Zwijndrecht en het lyceum in Dordrecht. Na enkele jaren in de administratie te hebben gewerkt bij een conservenfabriek en een handelsmaatschappij vervulde hij zijn dienstplicht tussen 1957 en 1959. Hij trouwde in januari 1959 en ging weer als administratief medewerker en assistent-bedrijfsleider aan de slag, terwijl hij tegelijk de Openbare Handelsavondschool volgde in Rotterdam. Vervolgens werkte hij in de buitendienst van het dagblad Het Vrije Volk (1963-1967) en de VARA (1967-1972).
Hartmeijer werd in 1972 namens de PvdA, waarvoor hij secretaris was van het gewest Noord-Brabant-West, gekozen in de Tweede Kamer der Staten-Generaal. In de Kamer was hij woordvoerder voor onder meer PTT-aangelegenheden, milieu, waterkwaliteit, vervoersaangelegenheden, visserij en sociale zaken. In 1973 stemde hij tegen de vorming van Kabinet-Den Uyl waar zijn partij deel van uitmaakte. Ook was hij lid van de Beneluxraad, waar hij voorzitter was van de socialistische fractie. Hij was tot 1981 lid van de Tweede Kamer.
Naast zijn Kamerlidmaatschap bleef Hartmeijer ook betrokken bij het omroepbestel, als bestuurslid van de Regionale Omroep West-Brabant (1973-?) en ook bij de VARA: als bestuurslid in het district West-Brabant (1974-1977), als lid van de verenigingsraad (1975-1976) en als voorzitter in zijn district (1982). Na het verlaten van de Kamer werd hij beleidsmedewerker jongeren bij het Ministerie van Sociale Zaken, waar hij werkzaam zou blijven tot zijn pensionering in 2002. Na 2002 was hij nog een termijn namens de PvdA actief in de gemeenteraad van zijn woonplaats Zwijndrecht.
- Parlement.com: vg09llekootr